# Monitor (computer)

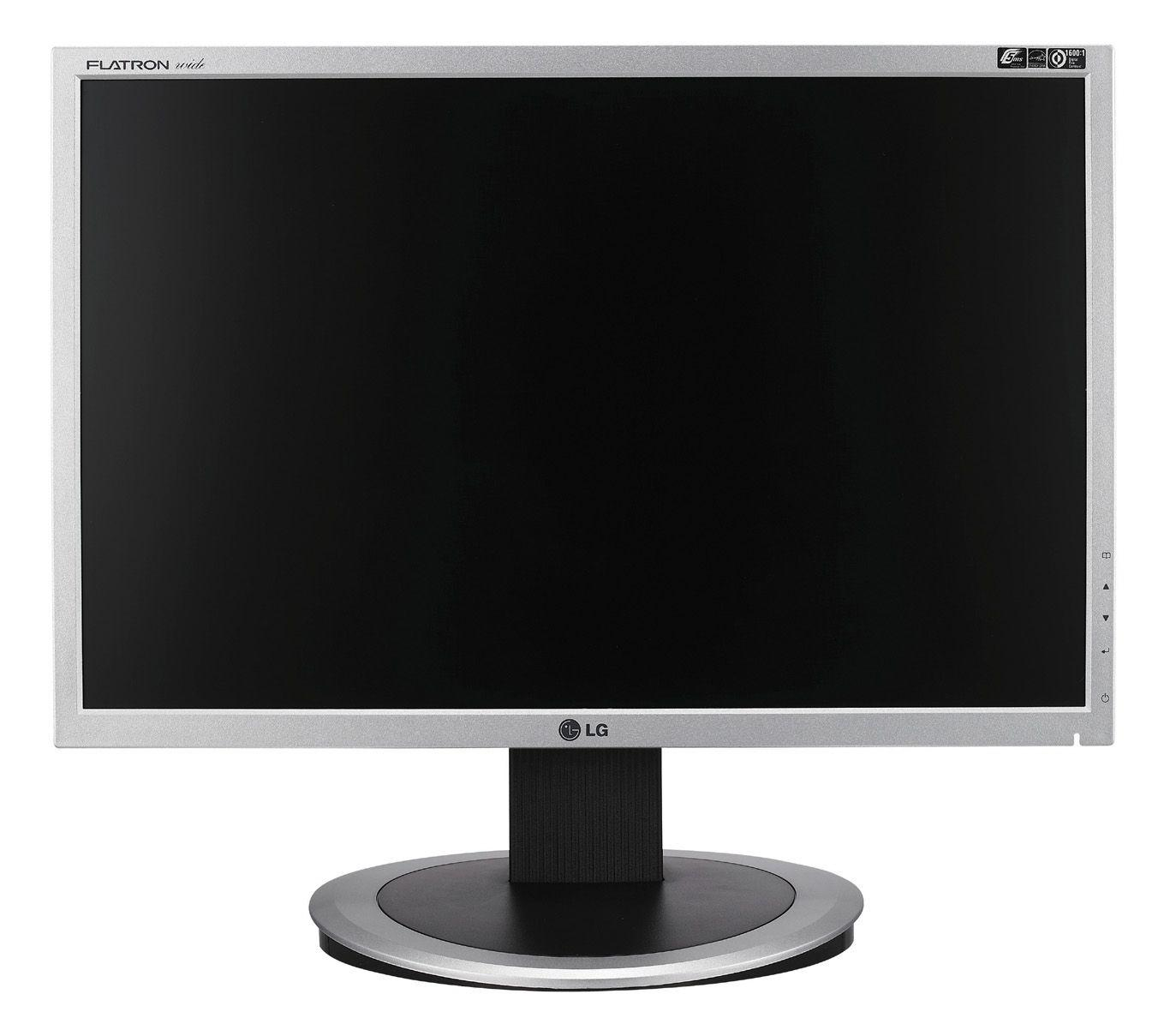
Un monitor per computer con display a cristalli liquidi (LCD).

Il monitor per computer è un dispositivo elettronico per la visualizzazione di immagini, testo e video trasmessi in forma elettronica. In Italia a volte viene chiamato schermo, mentre in alcuni ambiti lavorativi, come uffici e servizi, viene anche chiamato videoterminale.

## Caratteristiche

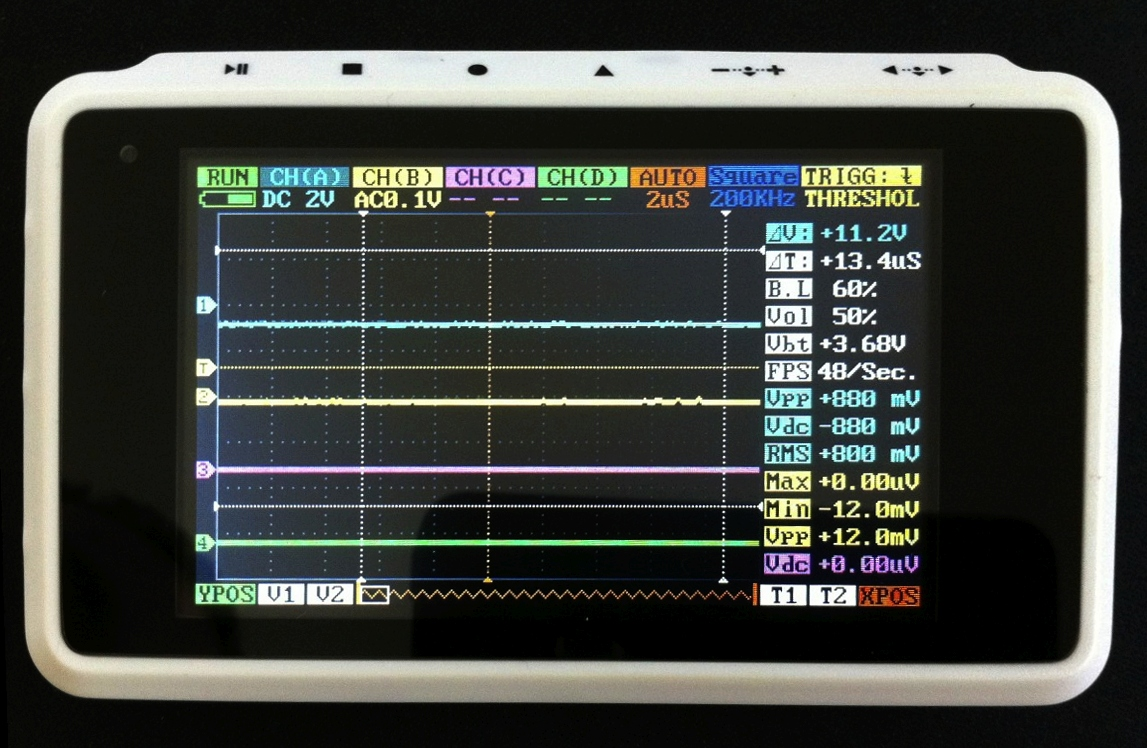
Display usato come monitor in uno strumento di misura.

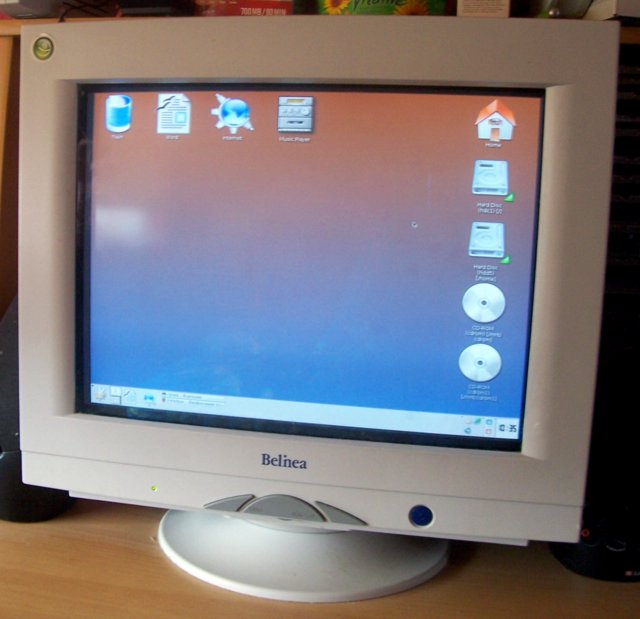
Un vecchio monitor per computer con schermo a tubo catodico.

In informatica il monitor collegato ad un computer viene considerato una periferica di uscita (output), ma se dispone della funzione touch screen diventa anche una periferica di ingresso (input), in quanto può svolgere la funzione di tastiera e mouse. Può essere collegato al computer tramite vari tipi di porta, le più diffuse sono la VGA, DVI, HDMI, DisplayPort e USB-C. Può eventualmente essere dotato di altoparlanti per la riproduzione dell'audio o altri tipi di connettori e periferiche, per esempio la porta USB o una webcam con microfono.

### Display
Il componente principale di un monitor è il display, cioè il dispositivo elettronico per la visualizzazione su cui vengono generate le immagini. In base alla tecnologia usata esistono diversi tipi di display, tra cui il tubo catodico, molto diffuso in passato. La tecnologia universalmente adottata al 2023 è quella con display LCD (a volte impropriamente chiamata anche a "LED" per l'utilizzo dei diodi LED nella retroilluminazione) e quella con display OLED.

### Tipologia e uso
Esistono diversi tipi di monitor, usati anche in contesti non strettamente informatici, con funzioni e caratteristiche diverse. Per esempio esistono monitor utilizzati nei banchi di regia dei centri di produzione e diffusione TV che sono dotati di particolari caratteristiche di robustezza, interfacciabilità e trasportabilità, o monitor per apparecchiature medicali, con display sia a colori che monocromatico e curva standard DICOM.
Esistono inoltre monitor dedicati a corredo di una vasta tipologia di apparecchiature, dai piccoli schermi di visualizzazione e controllo delle apparecchiature scientifiche come sistemi analitici fisici e chimici, sistemi robotizzati, di controllo in tempo reale di apparati industriali (vedi monitoraggio), fino ai monitor dedicati (in genere dei semplici display) ai sistemi multimediali e inseriti in prodotti di largo consumo quali: console per videogiochi portatili, navigatori satellitari e in genere in tutte quelle apparecchiature che necessitano di un output a video.
Alcuni monitor possono disporre anche di un touch screen, e cioè un display interattivo e sensibile alla pressione delle dita, in cui è possibile differenziare l'azione svolta a seconda del grado di pressione esercitata o di particolari movimenti delle dita.

### Televisori
La maggior parte dei televisori è dotata di ingressi video e può in alcuni ambiti svolgere la funzione di monitor. Per esempio la connessione HDMI, compatibile per il solo segnale video anche con la connessione DVI, rappresenta un ponte tra il mondo televisivo e quello telematico; quindi un televisore dotato di ingresso HDMI può essere in grado di svolgere sia la funzione di televisore che di monitor per computer.